# Лапкин, Кузьма Иванович
Кузьма Иванович Лапкин (31 октября 1904 — 19 июля 1989, Ташкент) — узбекский советский учёный-экономист, специалист по экономике сельского хозяйства Средней Азии. Доктор экономических наук (1966). Профессор (1968). Академик АН Узбекской ССР (1979). Заслуженный деятель науки Узбекской ССР (1964). Вице-президент Академии наук Узбекской ССР (1981—1987). Лауреат Государственной премии Узбекской ССР им. А. Беруни (1974).

## Биография
В 1930 окончил экономический факультет Средне-азиатского государственного университета (САГУ) (ныне Национальный университет Узбекистана).
В 1930—1934 — доцент кафедры философии Ташкентского планового института им. В. Куйбышева (теперь Ташкентский государственный экономический университет).
В 1934—1937 — доцент кафедры САГУ.
В 1937 был репрессирован и до 1954 находился в лагерях.
Вернувшись после заключения в Ташкент, работал руководителем отдела экономики Узбекского научно-исследовательского института животноводства. В 1957 — руководитель отдела, затем заместитель директора НИИ Экономики сельского хозяйства, с 1959 — директор Среднеазиатского НИИ Экономики сельского хозяйства.
В 1962—1972 работал руководителем отдела института, с 1972 — заведующий сектором Совета по изучению производительных сил АН УзССР.
с 1965 — заведующий кафедрой экономики сельского хозяйства Ташкентского института народного хозяйства.
Похоронен на Боткинском кладбище города Ташкента.

## Научная деятельность
Основное внимание К. И. Лапкин уделял исследованиям проблем разработки научно обоснованной системы развития производительных сил Узбекистана, прежде всего в сельском хозяйстве. Был одним из руководителей работы по подготовке научных основ развития и размещения производительных сил Узбекской ССР на долгосрочную перспективу с прогнозом использования природных и трудовых ресурсов.
В течение ряда лет руководил научными экспедициями (1931, 1932, 1954—1957, 1962, 1964, 1968—1969) по изучению поливных и богарных зон отдельных областей Узбекистана, экономики сельского хозяйства различных районов республики и Каракалпакской АССР.
Участник международных и всесоюзных симпозиумов, совещаний и научных сессий по экономике сельского хозяйства.

## Избранные научные труды
Автор более, чем 60 научных работ и публикаций, в том числе книг:
- Размещение и специализация сельскохозяйственного производства Узбекистана (1966),
- Обоснование перспектив развития сельского хозяйства Узбекистана на 1971—1975 гг. (1968)
- Социально-экономические проблемы переброски части стока сибирских рек в Среднюю Азию и Казахстан. Изд. «Фан» УзССР, 1979
- Проблемы регионального природопользования в Узбекистане. 1984
- Хлопчатник, чудо-растение (в соавт. 1985)
- Основные направления развития и размещения производительных сил сельского хозяйства на современном этапе (в соавт. 1986) и др.

Им написаны главы и разделы в коллективных трудах «Система ведения сельского хозяйства Хорезмской области Узбекской ССР» (1959), «Система ведения сельского хозяйства Ташкентской области» (1959) и других.
Научный редактор ряда трудов по экономике сельского хозяйства.

## Педагогическая деятельность
Воспитал много талантливых учеников. Под руководством К. И. Лапкина свыше 30 человек защитили кандидатские и докторские диссертации.

## Награды
- Орден Октябрьской Революции,
- Орден Трудового Красного Знамени,
- Орден «Знак Почета»,
- Государственная премии Узбекской ССР им. А. Беруни (1974) за разработку проблем комплексного развития и размещения производительных сил республики.